# Duiventoren (Kaprijke)

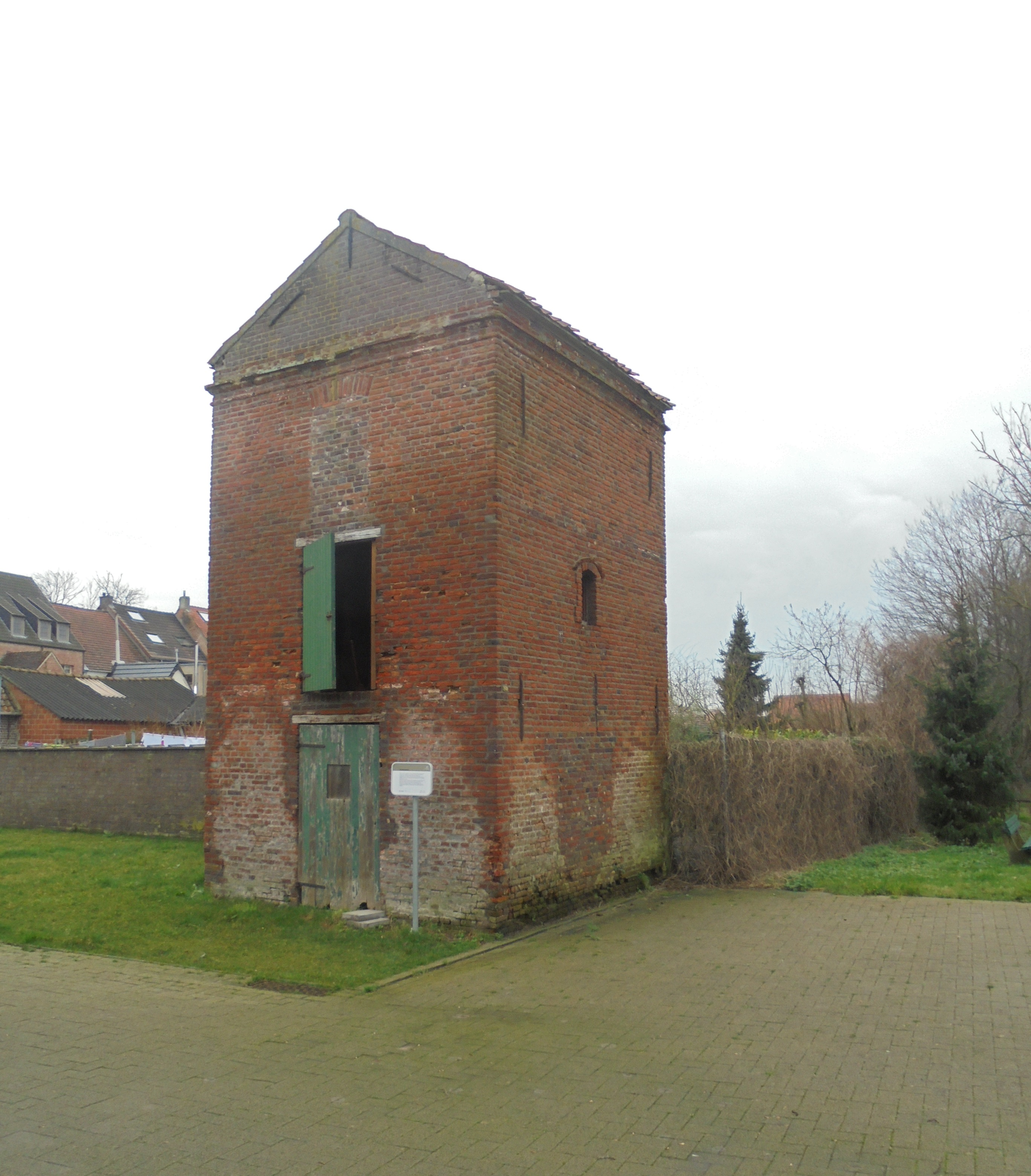
Duiventoren

De duiventoren is een bouwwerk in de Oost-Vlaamse plaats Kaprijke, gelegen aan Voorstraat 25.
De duiventoren hoort bij een 18e-eeuws herenhuis, maar is vrijstaand daarvan.
Naar verluidt zou de oorspronkelijke constructie uit 1440 dateren, maar het bovenste deel zou in 1650 zijn herbouwd met gebruik van de oorspronkelijke stenen. Aan de zuidzijde zijn nog twee dichtgemetselde bakovens te zien en een ingang voor kippen of ganzen.
De invliegopeningen bevinden zich aan de bovenrand.
Het bakstenen gebouw heeft een zadeldak.